# Jaipur (igra)
Jaipur kartaška igra za dva igrača nosi isto ime kao i glavni grad indijske države Radzastan i igrač predstavlja jednog od dva najmoćnija trgovca u gradu.
Igra je inspirisana indijskim trgovcima, pa igrači trguju različitim materijalima kao što su zlato, srebro, dijamanti, tkanine, začini i kamilama koje se dobijaju na početku. U zavisnosti od toga koliko je redak predmet sa kojim se trguje, njegova vrednost je veća. Igrač u svom krugu može sa talona da pokupi sve resurse iste vrste, ili da iz ruke zameni sve iste resurse za poene, ili da za kamile zameni određeni broj karata sa talona.
Ukoliko se igrač odluči da proda resurse može da proda samo jednuvrstu po krugu.
Cilj je da što bolje ispregovarati sa direktnim konkurentom i da se na vreme prodaju resursi dok još ima bonus poena za to.

## Spoljašnje veze
BoardGameGeek